# Зубов, Сергей Александрович
Серге́й Алекса́ндрович Зу́бов (род. 22 июля 1970, Москва) — советский и российский хоккеист, защитник. Олимпийский чемпион. Обладатель Кубка Стэнли (1994 и 1999). Тренер. В 2019 году был включён в Зал хоккейной славы. Заслуженный мастер спорта СССР.

## Биография

### Игрок
Воспитанник московского ЦСКА; первый тренер — Борис Штанько — тренер в хоккейном клубе АЗЛК «Москвич» с конца 1978 года. Отыграв около 5 лет, перешёл в СДЮШОР ЦСКА под руководство тренера Юрия Румянцева.
В 1988—1992 годах сыграл за армейцев 163 игры, забил 17 голов и сделал 19 передач.
- Чемпион мира среди молодёжи 1989 года в составе сборной СССР (7 игр, 5 передач).
- Чемпион Олимпийских игр 1992 года в составе Объединённой команды (8 игр, 1 передача).
- Играл за сборную России на чемпионате мира 1992 года (6 матчей, 2+2) и на Кубке мира 1996 года (4 матча, 1+1).

После чемпионата мира 1992 заключил контракт с «Нью-Йорк Рейнджерс». Однако первые три месяца провёл в фарм-клубе — «Бингемтон Рейнджерс», где получил постоянную игровую практику.
Дебютировал в НХЛ 6 декабря 1992 года в игре против «Торонто Мейпл Лифс». По итогам сезона 1992/93 признан лучшим новичком «рейнджеров».
В сезоне 1993/94 стал лучшим по результативности в «Рейнджерс» и вторым в НХЛ среди игроков обороны, набрав в 78 матчах 89 очков (12 шайб + 77 передач). Этот результат является рекордным для Зубова за один сезон.
- Участник трёх матчей всех звёзд НХЛ (1998, 1999, 2000).
- В 1999 году показал лучший результат в НХЛ по системе +/- в плей-офф — +13.
- Вошёл в десятку самых высокооплачиваемых российских спортсменов сезона 2003/2004 — 6-я позиция, $6 000 000.

Стал автором первой заброшенной шайбы в 86-м чемпионате НХЛ — по истечении всего лишь двух минут и двадцати шести секунд после начала стартового матча «Даллас» — «Анахайм».
В сезоне 2008/09 из-за травмы провёл лишь 10 матчей в регулярном чемпионате, в которых сделал 4 передачи. Последний раз выходил на лёд в конце ноября 2008 года в матче против «Сан-Хосе Шаркс».
В августе 2009 года подписал контракт с клубом Континентальной хоккейной лиги СКА.
В 2011 году завершил игровую карьеру.
Участник матча звёзд КХЛ (2010).
В 2013 году, в год 20-летия франчайза «Даллас Старз» был избран болельщиками клуба в символическую сборную команды всех времен. Зубов, являющийся одним из лидеров в истории «Старз» по многим статистическим показателям, получил место в первой паре этой символической сборной. 11 ноября 2019 года было объявлено о намерении «Далласа» вывести номер Зубова из обращения в сезоне 2020/21. Таким образом, он станет вторым русским игроком после Павла Буре, чей джерси будет поднят под своды арены командой НХЛ.
В 2019 году был включён в Зал хоккейной славы, который находится в Торонто. Там он стал вторым российским защитником после Вячеслава Фетисова.
28 января 2022 года клуб «Даллас Старз» вывел из обращения 56-й номер под которым выступал Зубов.

### Тренер
С июля 2011 года — помощник тренера ХК СКА (Санкт-Петербург). 16 октября 2015 года после отставки главного тренера СКА Андрея Назарова назначен исполняющим обязанности главного тренера клуба. 12 ноября 2015 года назначен главным тренером СКА. Под руководством Зубова питерская команда стала шестой на Западе в регулярном чемпионате КХЛ; затем петербуржцы стали полуфиналистами Кубка Гагарина. 1 июня 2016 года клуб сообщил, что сотрудничество с Зубовым продолжено не будет.
13 марта 2017 года назначен главным тренером ХК «Сочи». Уволен 12 октября 2019 года.
12 апреля 2021 года назначен главным тренером ХК «Динамо Рига». 21 октября ушёл из команды по семейным обстоятельствам.
В июне 2022 года назначен помощником главного тренера СКА.
В апреле 2024 года назначен главным тренером ХК «Сочи», подписал контракт на два года. По итогам чемпионата 2024/25 клуб занял последнее, 11 место в конференции, и 25 марта 2025 года контракт с Зубовым был расторгнут.

## Достижения

### Клубные
- Чемпион СССР: 1989
- Серебряный призёр чемпионата СССР / СНГ (2): 1990, 1992
- Обладатель Кубка Стэнли (2): 1994, 1999

### В сборных
- Бронзовый призёр  чемпионата Европы среди юниоров: 1988
- Чемпион мира среди молодёжи: 1989
- Серебряный призёр чемпионата мира среди молодёжи: 1990
- Обладатель Кубка Японии (2): 1989, 1990
- Олимпийский чемпион: 1992

### Личные
- Заслуженный мастер спорта СССР: 1992
- Введён в Зал хоккейной славы[1]: 2019

## Статистические достижения в НХЛ

### Регулярные чемпионаты
Всего за карьеру в НХЛ в регулярных чемпионатах Зубов провёл 1068 матчей, в которых набрал 771 очко (152 шайбы + 619 передач).
Зубов лидирует среди всех российских защитников по количеству передач, а также занимает 2-е место вслед за Сергеем Гончаром по заброшенным шайбам (217) и набранным очкам (775), 3-е место по матчам вслед за Сергеем Гончаром (1301) и Алексеем Житником (1085).
Занимает 20-е место среди защитников в истории НХЛ по набранным очкам, а также 39-е место по заброшенным шайбам и 16-е место по передачам. Кроме того, Зубов занимает 79-е место среди всех игроков НХЛ по передачам.

### Матчи плей-офф
В играх плей-офф Зубов за карьеру провёл 164 матча и набрал 117 очков (24 шайбы + 93 передачи).
Лидирует среди всех российских защитников по количеству матчей, очков, голов и передач. Занимает второе место вслед за Сергеем Фёдоровым по набранным очкам и передачам среди всех россиян.
Занимает 12-е место среди защитников в истории НХЛ по набранным очкам, а также 10-е место по передачам и 19-е по заброшенным шайбам. По проведённым матчам занимает 20-е общее место среди защитников. Занимает 57-е место по набранным очкам среди всех хоккеистов. По передачам занимает 27-е место среди всех игроков.

## Тренерские достижения
- Обладатель Кубка Гагарина (2015, СКА), как помощник тренера
- Бронзовый призёр КХЛ (2016, СКА)

## Статистика
| Легенда | Легенда                    | Легенда | Легенда                   | Легенда | Легенда    |
| ------- | -------------------------- | ------- | ------------------------- | ------- | ---------- |
| И       | Количество проведённых игр | Штр     | Штрафное время            | +/−     | Плюс-минус |
| Г       | Голы                       | П       | Голевые передачи          | О       | Очки       |
| -       | Статистика неизвестна      | —       | Статистика не учитывалась |         |            |

### Тренерская карьера
Последнее обновление: 07 апреля 2016 года
| Команда     | Турнир-сезон | Регулярный сезон | Регулярный сезон | Регулярный сезон | Регулярный сезон | Регулярный сезон | Регулярный сезон | Регулярный сезон | Регулярный сезон | Плей-офф | Плей-офф            | Плей-офф |
| Команда     | Турнир-сезон | И                | В                | ВО/ВБ            | ПО/ПБ            | П                | О                | Результат        | В                | П        | Результат           |          |
| ----------- | ------------ | ---------------- | ---------------- | ---------------- | ---------------- | ---------------- | ---------------- | ---------------- | ---------------- | -------- | ------------------- | -------- |
| СКА         | КХЛ 2015-16  | 38               | 19               | 4                | 5                | 10               | 70               | 6-е на Западе    | 8                | 7        | Выбыли в 1/2 финала |          |
| Сочи        | КХЛ 2017-18  | 56               | 22               | 7                | 7                | 20               | 87               | 6-е на Западе    | 1                | 4        | Выбыли в 1/8 финала |          |
| Сочи        | КХЛ 2018-19  | 62               | 19               | 9                | 10               | 24               | 66               | 6-е на Западе    | 2                | 4        | Выбыли в 1/8 финала |          |
| Сочи        | КХЛ 2019-20  | 16               | 4                | 1                | 4                | 7                | 14               | 6-е на Западе    |                  |          | уволен              |          |
| Всего в КХЛ | Всего в КХЛ  | 85               | 39               | 8                | 11               | 27               | 144              |                  |                  |          |                     |          |

## Личная жизнь
Жена Ирина, сын Павел и дочь Анастасия.